# 린트 (소프트웨어)
린트(lint) 또는 린터(linter)는 소스 코드를 분석하여 프로그램 오류, 버그, 스타일 오류, 의심스러운 구조체에 표시(flag)를 달아놓기 위한 도구들을 가리킨다. 이 용어는 C 언어 소스 코드를 검사하는 유닉스 유틸리티에서 기원한다.

## 역사
벨 연구소의 컴퓨터 과학자 스티픈 C. 존슨은 1978년에 린트(lint)라는 용어를 창안하였으며, 이 일은 유닉스 운영 체제를 32비트 머신으로 이식하는 중에 자신이 C를 위해 작성한 Yacc 문법을 디버깅하는 동안 이루어졌다.